# فوبورگ مرینی
فوبورگ مرینی (به انگلیسی: Faubourg Marigny) یک منطقهٔ مسکونی در ایالات متحده آمریکا است که در لوئیزیانا واقع شده‌است. فوبورگ مرینی ۲٬۱۲۸ نفر جمعیت دارد.